# Wrathchild
Wrathchild var ett brittiskt heavy metal-band som bildades 1980 av sångaren Rocky Shades, gitarristen Phil Wrathchild, basisten Marc Angel och trummisen Brian Parry. Bandet räknas till New Wave of British Heavy Metal. Bandet var ett av de första glam metal banden. De spelade glam metal flera år före band som till exempel Mötley Crüe, Ratt och Europe.

## Medlemmar (i urval)
- Gaz "Psychowrath" Harris – sång (2009–2013)
- Phil "Wrathchild" Vokins – gitarr, bakgrundssång (1980–1981, 2009–2013)
- Marc Angel – basgitarr, bakgrundssång (1980–1990, 2009–2013)
- Eddie Star – trummor (1981–1990, 2009–2013)
- Rocky Shades – sång (1980–1990)
- Lance Rocket – gitarr, bakgrundssång (1981–1990)
- Brian Parry – trummor (1980–1981)

## Diskografi
Studioalbum
- Stakk Attakk (1984)
- Trash Queens (1985)
- The Biz Suxx (1988)
- Delirium (1989)
- Stakkattakktwo (2011)

EP
- Stackheel Strutt (1983)

Singlar
- "Do You Want My Love?" (1982)
- "Alrite with the Boyz" (1984)
- "Trash Queen" (1984)
- "(Na Na) Nukklear Rokket" (1988)